# 1913

## أحداث
- تأسيس مدينة برديس حنا-كركور.
- تأسيس مدينة محافظة بيدرو لورو وتقع حاليا في الأرجنتين.
- تأسيس مدينة مارونديرا [الإنجليزية] وتقع حاليا في زيمبابوي.
- تأسيس مدينة زابالا وتقع حاليا في الأرجنتين.
- تأسيس مدينة سيباي وتقع حاليا في روسيا.
- تأسيس مدينة كادونا وتقع حاليا في نيجيريا.
- نهاية حرب البلقان الأولى في 30 مايو 1913 والتي بدأت في 8 أكتوبر 1912.
- وقوع حرب البلقان الثانية بداية من 29 يونيو 1913 إلى 10 أغسطس 1913.

### يناير
- 23 يناير - الانقلاب العسكري العثماني.

### مارس
- 12 مارس: تأسيس مدينة كانبرا وتقع حاليا في أستراليا.

### أبريل
- 23 أبريل: نهاية حصار إشقودرة والذي بدأ في 28 أكتوبر 1912.

### يونيو
- 14 يونيو : زلزال بقوة 7 يضرب بلغاريا ويخلف 37 قتيلا.
- 29 يونيو - نشوب حرب البلقان الثانية والتي كان سببها هو رغبة بلغاريا في انتزاع إقليم مقدونيا الشمالية من [وضح من هو المقصود ؟] وقد انتهت هذه الحرب بعد 42 يوما من اشتعالها بمعاهدة بوخارست في أغسطس 1913.

### يوليو
- 13 يوليو: تأسيس مدينة خوسيه سي. باز وتقع حاليا في الأرجنتين.
- 17 يوليو عبد الله بن قاسم آل ثاني يصبح حاكما لقطر بعد أبيه.
- 22 يوليو إنشاء فيديك (الاتحاد الدولي للاستشارات الهندسية)

### أغسطس
- 10 أغسطس - التوصل لاتفاق سلام ينهي حرب البلقان.
- 16 اغسطس - ولادة مناحيم بيغن.

### نوفمبر
- 28 نوفمبر - أزمة زابيرن في الإمبراطورية الألمانية.

### أكتوبر
- 15 أكتوبر - تيمور بن فيصل يصبح سلطان عمان ومسقط.

## مواليد
- أبو الحسن الندوي
- ألبير قصيري
- ألبير كامو
- أنور مصباح
- إبراهيم علي خريبط
- إسحاق برمان
- إيمي سيزير
- الحبيب عاشور
- برنارد لوفيل
- محمد عقيل أحمد
- بشيرة بن مراد
- بوب كلامبيت
- بول إيردوس
- بول ريكور
- بيير دانينوس
- تيد غرانت
- جابر أبو حسين
- جاك وردة
- جون وليام براون
- جيرالد فورد
- حسين بيكار
- حسين كمال الدين
- رئيف خوري
- رجاء جارودي
- ريتشارد ستون
- ريتشارد نيكسون
- ريمون إده
- سيغريد هونكه
- زينات صدقي
- سالفادور أرتيغاس
- ستانفورد مور
- سيف الدين زعبي
- شارل حلو
- صباح السالم الصباح
- عبد الإله بن علي الهاشمي
- عبد الحسين دستغيب
- عبد الحميد جودة السحار
- عبد الرحمن البزاز
- عبد الرحمن الوكيل
- عبد الرحيم محمود
- عبد السلام الترمانيني
- عبد العزيز حمد الصقر
- فرانك بورسل
- فرانك تاشلين
- فيرنر مولديرز
- فيفيان لي
- فيلي برانت
- كلود سيمون
- كنزو تانغه
- كورت كاوتر
- لوسيان جاسيرون
- ماري كويني
- ماسايوشي إيتو
- محمد حامد أبو النصر
- محمد خاطر محمد الشيخ
- محمد عبد الحليم عبد الله
- محمود الجوهري (إخوان مسلمون)
- مكاريوس الثالث (قبرص)
- مولود فرعون
- ميشيل باخوم
- نهاد أبو غربية
- نوح إبراهيم
- ولفجانج باول
- ويليس لامب
- خالد بن عبد العزيز آل سعود ملك المملكة العربية السعودية الرابع، توفي سنة 1982.
- ناصر بن عبد العزيز آل سعود أمير سعودي.
- عواد معروف.
- عوسي الأعظمي.
- علي الوردي.
- الشيخ يوسف الجمري البحراني
- محمد الحبيب المولهي ـ تونس
- بريتون تشانس أكاديمي أمريكي.

## وفيات
- أديسون براون
- ألبرت ادوارد ميد
- ألفرد راسل والاس
- أوجين ريفيلو.
- إبراهيم الاسكوبي
- تارو كاتسورا
- توبياس ميخائيل كايل آسر
- جورج الأول ملك اليونان
- جوستاف دي لافال
- جون بيربونت مورجان
- روحي الخالدي
- رودولف ديزل
- عبد الله توقاي
- علي يوسف
- فرديناند دي سوسير
- فريدرك بوكل
- محمود شوكت باشا
- يوليوس أويتنج
- يوليوس آدم
- سيجسموندو موريت رئيس وزراء إسبانيا.
- غابرييل فون سيدل

## نال جائزة نوبل
- في الفيزياء – الهولندي هايك كامرلينغ أونس.
- في الكيمياء – السويسري ألفرد فيرنر.
- في الطب – الفرنسي شارل ريشه.
- في الأدب – الهندي رابندراناث طاغور.
- في السلام – البلجيكي هنري لافونتين.